# یواس‌اس پینکنی (دی‌دی‌جی-۹۱)
یواس‌اس پینکنی (دی‌دی‌جی-۹۱) (به انگلیسی: USS Pinckney (DDG-91)) یک کشتی است که طول آن ۵۰۹ فوت ۶ اینچ (۱۵۵٫۳۰ متر) می‌باشد. این کشتی در سال ۲۰۰۲ ساخته شد.